# Adam Webster
Adam Harry Webster (4 de gener de 1995) és un futbolista professional anglès que juga com a defensa central pel Brighton & Hove Albion FC de la Premier League.